# 33571 Jaygupta
33571 Jaygupta este o planetă minoră (asteroid) din centura de asteroizi. A fost descoperită pe 10 mai 1999 la Experimental Test Site⁠(d) de Lincoln Near-Earth Asteroid Research. 
Obiectul prezintă o orbită caracterizată de o semiaxă mare de 2,5864094 UAi, o excentricitate de 0,12, o înclinație de 3,55903 ° în raport cu ecliptica.